# 佛卡
佛卡（Folca），是英國作家約翰·羅納德·瑞爾·托爾金（J.R.R. Tolkien）的史詩式奇幻作品《魔戒三部曲》中的虛構人物。
他是洛汗（Rohan）第十三任國王，任內消滅境內所有半獸人，在一次狩獵中被傷重不治。

## 名字
佛卡（Folca）一名是古英語，意思是「民眾、人民」Folk, people。

## 總覽
佛卡屬於北方人分支中的洛汗人（Rohirrim），是國王瓦達（Walda）的兒子及繼承人。不清楚他有沒有任何兄弟姊妹。他的兒子是佛卡溫（Folcwine）。
他是洛汗第十三位國王，也是王室第二支系的第四位國王。他任內致力清除半獸人，為父親報仇，最終剿滅了最後一個洛汗境內的半獸人（Orcs）據點。他亦是一位偉大的獵人，起誓在報得父親之仇前不進行任何狩獵。
他生於第三紀元2804年，死於2864年，享年60歲。

## 生平
佛卡在第三紀元2804年出生，應該是首都伊多拉斯（Edoras）出生。2851年，他的父親瓦達帶兵從登哈洛（Dunharrow）返回首都途中，遭到半獸人伏擊殺死，由佛卡繼位。
佛卡即任後致力打擊半獸人，於2864年摧毀最後一個半獸人據點，結束了逾六十年的半獸人入侵。同年，他前去費瑞安森林（Firien Wood）狩獵艾凡樹林的巨型野豬（Boar of Everholt），雖然獵殺成功，但他被野豬獠牙刺傷，不治身亡，結束了13年的統治，由他的兒子佛卡溫繼位。

## 資料來源
1. 1 2 3 4 5 6 7 8  《魔戒三部曲》 2001年 聯經初版翻譯 附錄一帝王本紀及年表
2. ↑  .   [2011-12-01]. （原始内容存档于2012-01-07）.
3. ↑  《魔戒三部曲》 2001年 聯經初版翻譯 附錄二編年史

| 前任： 瓦達 | 洛汗國王 | 繼任： 佛卡溫 |